# Evershed-Effekt
Der Evershed-Effekt ist der radial auswärts gerichtete Fluss von Gas über die photosphärische Oberfläche der Sonne von der Penumbra-Innengrenze eines Sonnenflecks zur Außengrenze der Penumbra.
Die Geschwindigkeit des Flusses geht von 1 km pro Sekunde an der Grenze zwischen Umbra und Penumbra bis auf ein Maximum von 2,5 km pro Sekunde in der Mitte der Penumbra. In einzelnen Fällen wurden auch Geschwindigkeiten von 6 km pro Sekunde gemessen.
Das Phänomen wurde von dem britischen Astronomen John Evershed (1864–1956) 1909 erstmals beobachtet, als dieser am Kodaikanal Solar Observatory in Indien arbeitete und die Dopplerverschiebung der Spektrallinien in Sonnenflecken untersuchte.